# 加藤充 (政治家)
加藤 充（かとう みつる、1909年7月13日 - 2009年6月28日）は日本の弁護士、政治家、社会運動家。衆議院議員（日本共産党公認）を1期務めた。

## 来歴
栃木県出身。京都帝国大学法学部を卒業後、大阪にて弁護士を開業し、全国水平社および全農にて顧問弁護士となる。昭和恐慌による繭価暴落に伴い、徳島県麻植郡西尾村で発生した西尾小作争議では、桑園小作料減免を求める農民への支援を行った。1933年には井藤与志雄や垣見周瑞と3人で大阪無産者法律相談所を立ち上げるも、労農党弁護士事件で全員検挙されたため、閉所を余儀なくされる。また、これ以後も治安維持法違反により度々検挙。
戦後日本共産党へ入党、1949年の第24回衆議院議員総選挙で旧大阪4区から同党公認で出馬し初当選を果たす。議員在職中の1951年3月、衆議院本会議での発言をめぐり川上貫一衆院議員除名事件が発生した際には、党を代表して反対質問に立つ。「全日本の、いな全世界の平和と自由を熱望する十億になんなんとする人々を除名することは断じてできません。諸君、さばかれる者は、実に川上君ではなくして、このファッショ的陰謀を計画し、遂行した者自体であります。歴史は、このことを近く必ず証明するでありましょう。」と演説を打つも、賛成多数により除名が決定した。
2009年6月28日、老衰のため死去。99歳。死後、生駒霊園内の大阪解放戦士の碑に合葬された。